# Гревілея
Гревілея (Grevillea) — рід квіткових дводольних рослин родини протейні (Proteaceae).

## Класифікація
Це найбільший рід з родини Протейні, що містить 362 видів.

## Будова
Зараз переважна більшість — вічнозелені чагарники. Проте деревоподібна форма, що представлена Гревілєю могутньою, з'явилася на Землі раніше.

## Поширення та середовище існування
Росте у південній півкулі Землі. Зустрічаються переважно в Австралії, проте 5 видів зареєстровано на островах Нова Каледонія, Нова Гвінея, Сулавесі.

## Практичне використання
Гревілея могутня цінується як декоративне дерево, що скидає листя та утворює наприкінці весни довгі суцвіття жовтих квіток.
Деревина Гревілєю могутньою схожа на дуб, а чрез серцевинні промені набуває шовковистого блиску, за що названа шовковий дуб.

## Гелерея

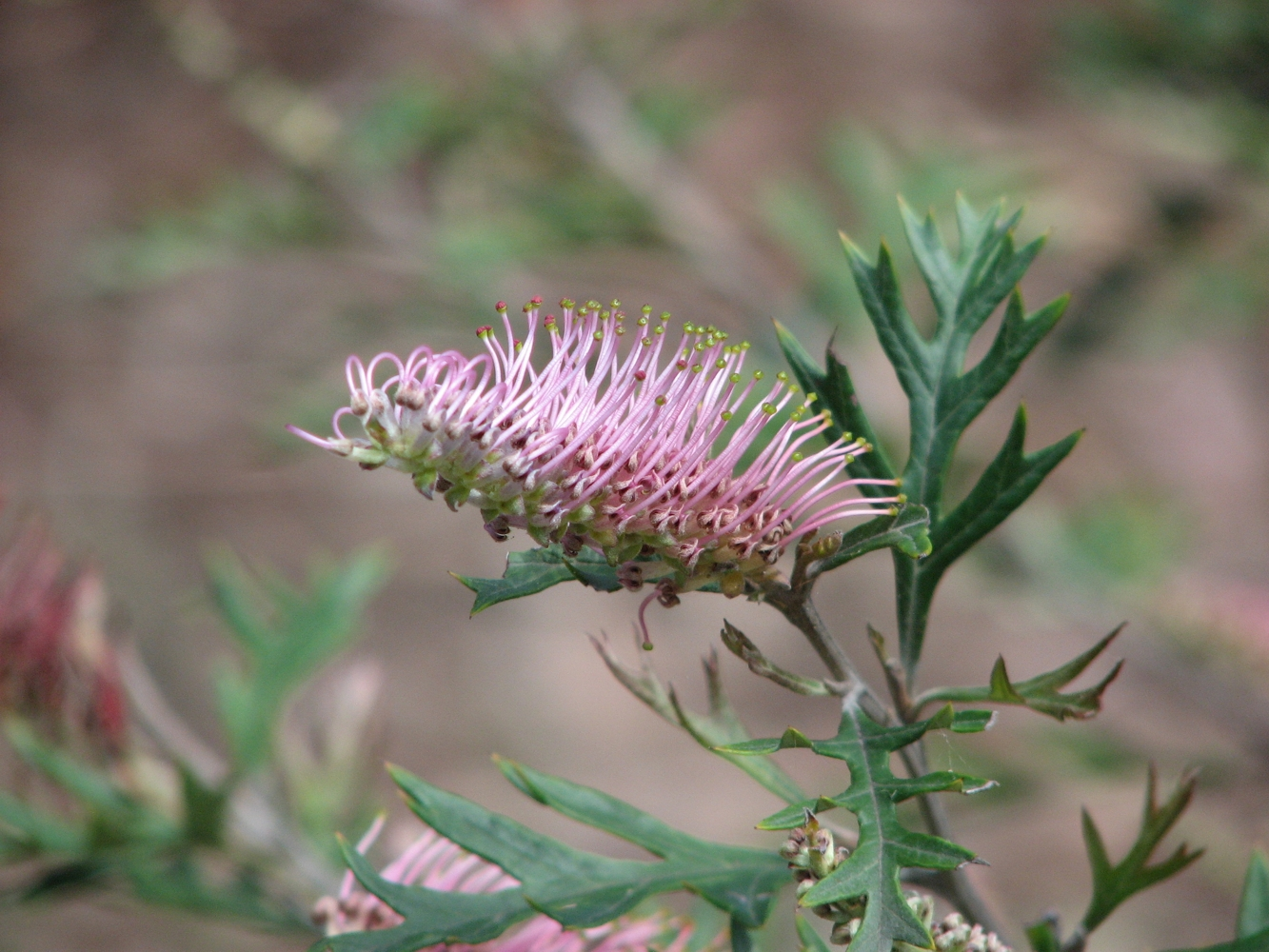
Декоративний сорт
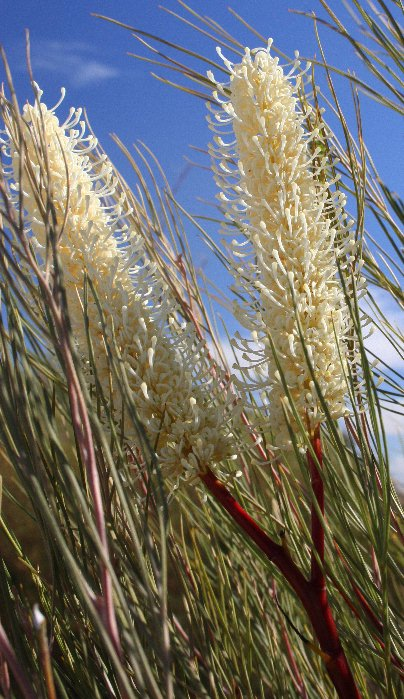
Grevillea candelabroides
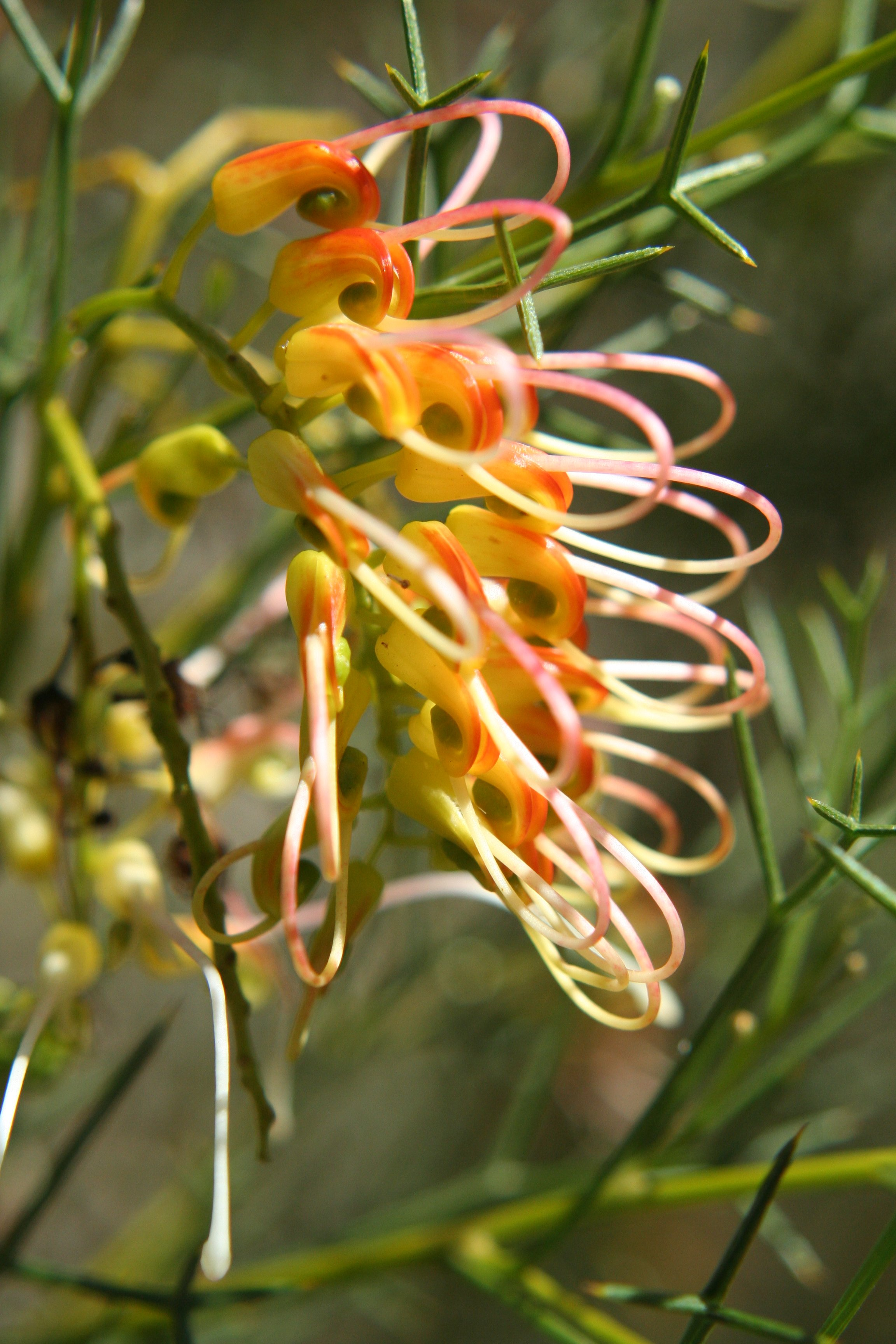
Grevillea dielsiana
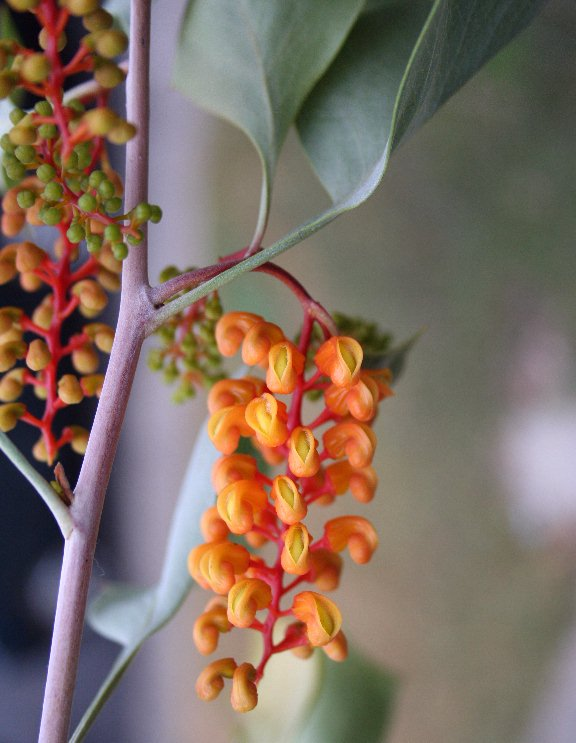
Grevillea wickhamii aprica
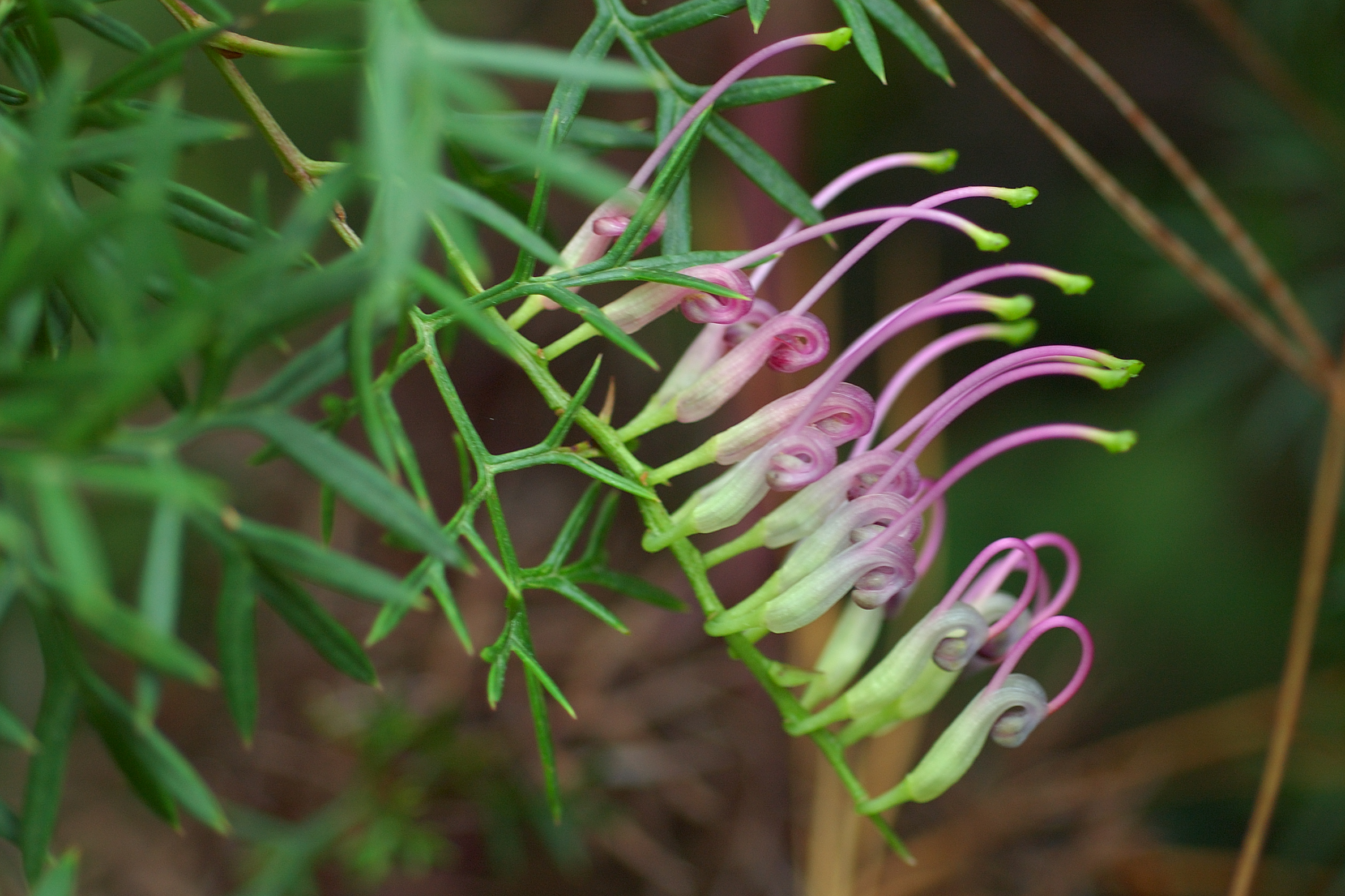
Grevillea rivularis